# Conestoga (Rakete)

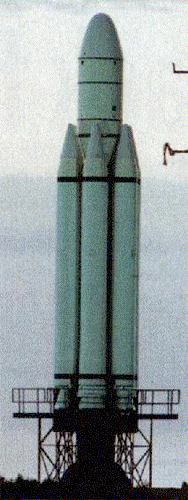
Conestoga-1620-Rakete auf der Startplattform

Die Conestoga-Rakete war eine von der Firma Space Service (SSI), ab 1990 EER Systems Corporation, privat entwickelte Trägerrakete für kleine Satelliten in niedrigen Umlaufbahnen.

## Conestoga-1
Die Conestoga-1 war ein Versuch, basierend auf der zweiten Stufe abgerüsteter Minuteman-Interkontinentalraketen, ähnlich der Aries-Rakete, jedoch mit zwei zusätzlichen Oberstufen, eine Trägerrakete für kleine Satelliten zu entwickeln. Eine Versuchsrakete mit Attrappen der Oberstufen wurde erfolgreich am 9. September 1982 auf einem suborbitalen Flug von der texanischen Insel Matagorda aus getestet. Die vollständige Rakete jedoch wurde niemals geflogen, da keine Aufträge gewonnen werden konnten. Die Firma SSI entwickelte daraufhin die modulare Conestoga-1000-Rakete.

## Conestoga-1000
Die Conestoga-1000-Serie war eine modulare, aus bereits erprobten Bestandteilen zusammengestellte Rakete, die mit dem früheren Conestoga-1-Entwurf nichts mehr gemein hatte. Sie basierte auf bis zu siebenfach gebündelten Castor-IV-A/B-Raketenmotoren, die bei der Delta-Rakete in großer Zahl eingesetzt wurden. Dabei diente ein Castor-IV-B Booster als Zentralstufe der Rakete. Auf diesem Block befand sich abhängig von der Konfiguration eine oder zwei Feststoffoberstufen sowie optional die mit Hydrazin betriebene Korrekturstufe HMACS (Hydrazine Maneuvering and Attitude Control System).
Durch den modularen Aufbau konnte die Rakete in mehreren Varianten mit unterschiedlichen Nutzlastkapazitäten produziert werden. Um die Versionen der Rakete zu benennen, wurde ähnlich wie bei der Delta ein vierstelliges Bezeichnungssystem verwendet. Einzelne Ziffern wurden dabei nach folgendem Schlüssel zugewiesen:
- die erste Ziffer entsprach dem Typ der ersten Stufe und der seitlichen Booster.
- die zweite Ziffer bezeichnete die Anzahl der seitlichen Booster.
- die dritte Ziffer stand für den Typ der ersten Oberstufe
- die vierte Ziffer stand für den Typ der zweiten Oberstufe (0 wenn keine vorhanden)

| Rakete         | Stufen | 1. Stufe         | 2. Stufe       | 3. Stufe       | 4. Stufe | 5. Stufe | Nutzlast (kg) |
| -------------- | ------ | ---------------- | -------------- | -------------- | -------- | -------- | ------------- |
| Conestoga 1229 | 4      | 2 Castor-4B      | 1 Castor-4B    | Star-48V       | HMACS    | -        | 363 kg        |
| Conestoga 1379 | 4      | 3 Castor-4B      | 1 Castor-4B    | Star-63V       | HMACS    | -        | 770 kg        |
| Conestoga 1620 | 4      | 4 Castor-4A/B    | 2 Castor-4B    | 1 Castor-4B    | Star-48V | -        | 1179 kg       |
| Conestoga 1669 | 5      | 4 Castor-4A/B    | 2 Castor-4B    | 1 Castor-4B    | Star-63D | HMACS    | 1361 kg       |
| Conestoga 1679 | 5      | 4 Castor-4A/B    | 2 Castor-4B    | 1 Castor-4B    | Star-63V | HMACS    | 1497 kg       |
| Conestoga 3632 | 5      | 4 Castor-4A/B-XL | 2 Castor-4B-XL | 1 Castor-4B-XL | Orion-50 | Star-48V | 2141 kg       |

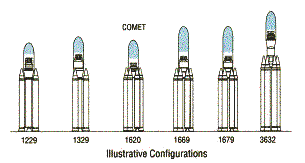
Conestoga-Konfigurationen

Es fand lediglich ein Flug in der Conestoga-1620-Konfiguration statt, der am 23. Oktober 1995 den Mikrogravitations-Forschungssatelliten METEOR 1 der NASA von der Wallops Flight Facility aus ins All bringen sollte. Aufgrund eines Steuerungsproblems explodierte die Rakete kurz nach dem Start. Die Conestoga-Rakete befand sich im direkten Wettbewerb mit der Athena und der Taurus. Aufgrund mangelnder Nachfrage fanden keine weiteren Flüge statt.